# Synagoga w Kurowie
Synagoga w Kurowie – nieistniejąca synagoga w Kurowie wzniesiona prawdopodobnie w XVIII wieku, rozbudowana na przełomie XIX i XX wieku a zburzona przez Niemców podczas II wojny światowej. Mieściła się przy ulicy Nowej.
Główny budynek synagogi wybudowany z kamienia wapiennego, przylegająca do zachodniej ściany sień i umieszczony nad nią babiniec oddzielone konstrukcją z drewna. Całość kryta dwukondygnacyjnym dachem – dolna kondygnacja czterospadowa natomiast górna półszczytowa – obie o jednakowym kącie nachylenia połaci dachowych. W narożnikach, na osi ściany wschodniej oraz na ścianie południowej umieszczono lizeny. W narożnikach, a także przy ścianie południowej umieszczono przypory, co było spowodowane lokalizacją budynku na zboczu, co w połączeniu z ciężarem budulca groziło osunięciem się budowli. Sala główna z sześcioma oknami sklepionymi półkoliście, rozlokowanymi w rozglifieniach pomiędzy lizenami po dwa w ścianach południowej, wschodniej i północnej. Sień i babiniec miały przynajmniej jedno okno – w ścianie południowej. W ścianie południowej również wejście do piwniczki pod sienią. Na przełomie XIX i XX wieku w północno-zachodnim narożniku dobudowano prostopadłe do głównego budynku skrzydło, powiększając w ten sposób sień i babiniec.
Wewnątrz synagogi mieścił się bogato zdobiony, ażurowo rzeźbiony w motywy roślinne, dwukondygnacyjny Aron ha-kodesz oraz drewniana, ośmioboczna bima z kolumnami zwieńczona koroną.
Wokół synagogi mieścił się stary cmentarz żydowski.